# 埃尔莎 (歌手)
埃尔莎·伦吉尼（法語：Elsa Lunghini；1973年5月20日—），艺名埃尔莎（Elsa），是法国歌手、女演员。她于1980年代后期较活跃，她是一名青年歌星。1986年，当她发行单曲《不要走》时，她成为了法国最年轻的歌手，后来她创下了销量数百万的记录。她于1988年发行的专辑《埃尔莎》在1993年取得双白金销量。

## 童年时期和教育
埃尔莎出生于1973年5月20日，她是乔治·伦吉尼（Georges Lunghini，演员、摄影师、作曲家）和克里斯蒂亚娜·若贝尔（Christiane Jobert，画家、雕塑家）的女儿。另外，她是女演员马琳·若贝尔的姪女。因為她父亲的關係，她有意大利血统。她是女演员伊娃·格林的堂姐。

## 职业生涯
1981年，她出演了自己人生中的第一部电影：克洛德·米勒导演的《审判》（Garde à vue），她时年7岁。
她于1986年出演了电影《我生命中的女人》，并尝试着为这部电影演唱了主题曲《不要走》。这个尝试取得了成功，她成为了法国TOP50排行榜上有史以来最年轻的冠军，这张单曲取得了巨大的成功，她时年13岁。《不要走》这张单曲在排行榜上停留了8周。这首歌由曾为80年代歌星Jeanne Mas作曲的意大利人Romano Musumarra作曲，这首歌一炮走红，在法国和欧洲其他国家销量很大，并推出过英文版。后来，这首歌也曾被日本歌手大贯妙子、原田知世等人翻唱。
1988年，她出版了第一张专辑《埃尔莎》（Elsa），这是一张十分成功的专辑，拥有810000张的总销量。其中比较突出的歌曲有《Quelque chose dans mon cœur》（心事）、《Un Roman d'amitié》（朋友请给我一个原因）、《Jour de neige》（雪天）、《À la même heure dans deux ans》（两年中的同一时间）、《Jamais nous》（我们从未在一起）。这些歌曲都曾进入排行榜TOP10。那时，埃尔莎是唯一一个有4张单曲曾获得第一、第二地位的歌手。她成为与凡妮莎·帕拉迪丝的青少年偶像，经常出现在青少年杂志中。
1990年，她发行了她的第二张专辑《仅仅为此》（Rien que pour ça）。这是埃尔莎唯一一张与其专辑主打歌同名的专辑，其中的歌曲由埃尔莎和她的父亲共同创作，是一张TOP20专辑。这张专辑并不十分成功，但并不妨碍她于同年11月成为在奥林匹亚音乐厅表演的最年轻的歌手，她在此地举办了她的第一场巡回演唱会。另外，在这一年她发行了2张单曲：《温柔地哭泣》（Pleure doucement）和《她怎么了》（Qu'est-ce que ça peut lui faire），但都不十分成功。
1991年，她出演了电影《卡萨诺瓦归来》（Le Retour de Casanova）。这部电影使她次年在戛纳电影节被提名。
1992年，埃尔莎发行她的第三张专辑《甜蜜的暴力》（Douce Violence）。专辑的主打歌《你推倒了我》（Bouscule-moi），是一首风格偏向摇滚的歌曲，成为当时的热门歌曲。《甜蜜的暴力》也同样比较热门，但他们都未能登上排行榜。这张专辑的销量超过200000张。
在发行这张专辑后，埃尔莎开始把她的职业生涯先放到一旁，投身到她的生活当中去，努力做好一个妻子和母亲。她为丈夫德国歌手彼得·克朗（Peter Kröner）生下了一个女孩，后来他们分手。
1996年，埃尔莎发行了她的第四张专辑《每天都是一次长途旅行》（Chaque jour est un long chemin）。这张专辑是她职业生涯的一个突破，专辑中几乎所有的歌曲都由她自己写下。但尽管评价良好，这张专辑却不能被大众所接受，在法国仅有55000张的销量。
由于和唱片公司的纠纷，她不得不在8年后的2004年4月才推出自己的第五张专辑《De lave et de sève》，这张专辑和上一张一样，所有歌曲由她自己写下。另外，这张专辑有Benjamin Biolay、Hubert Mounier、凯伦·安、Etienne Daho等人参与。这张专辑之后，她于2005年9月举办了巡回演唱会。
另外埃尔莎也参与了一些慈善事业，如每年资助Resto du Coeur soup-kitchen charity。
她居住于巴黎，是足球世界冠军比森特·利扎拉祖的未婚妻，他们参与了Bout de Vie酒吧协会，还是帮助残疾人事业的代言人。
2007年，她饰演了电视剧《Où es-tu ?》中的苏珊（Suzanne）。
2008年9月，她出版第六张录音室专辑《Elsa Lunghini》，歌手Da Silva参与了这张专辑。其中的歌曲有埃尔莎和Dominique A共同写下。她推动了埃尔莎3张单曲的成功：《Oser》、《Le garçon d'étage》、《Les tremblements de terre》。
2009年，她在电视剧《La Mort est rousse》中饰演Charlotte。她还参加了自己的第一部短片。
2011年11月，她参与了Thierry Gali的专辑《Il était une fois》，以支持联合国儿童基金会的工作。

## 专辑
| 专辑名                         | 中文译名               | 发行年份 |
| ------------------------------ | ---------------------- | -------- |
| Elsa                           | 埃尔莎                 | 1988年   |
| Rien que pour ça               | 仅仅为此               | 1990年   |
| Douce Violence                 | 甜蜜的暴力             | 1992年   |
| Chaque jour est un long chemin | 每天都是一次长途旅行   | 1996年   |
| Everyday                       | 每天                   | 1996年   |
| Elsa, l'essentiel 1986-1993    | 埃尔莎，精选 1986-1993 | 1997年   |
| De lave et de sève             |                        | 2004年   |
| Connexions live                |                        | 2006年   |
| Elsa Lunghini                  | 埃尔莎·伦吉尼          | 2008年   |

## 演唱会
- 1990年11月：奥林匹亚音乐厅
- 1997年4月 : Bataclan
- 2005年9月 : L'Européen

## 参与专辑
- 2000 - Noël ensemble （专辑）

1. Noël ensemble - 群星
2. Petit Garçon（与Charlélie Couture）

- 2001 - Ma chanson d'enfance : participation à la compilation de chansons d'enfance（群星专辑）
- 2005 - Et puis la Terre（单曲）

1. Et puis la Terre - 群星

## 影视作品

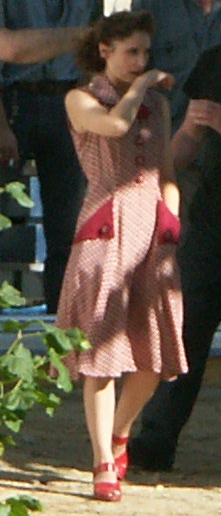
埃尔莎在电影《Trois jours en juin》摄制期间

### 电影
- 《审判》（Garde à vue） 饰演Camille（儿童角色，Claude Miller导演，1981年）
- 《Train d'enfer》（Roger Hanin导演，1984年）
- 《红唇》（Rouge Baiser） 饰演Rosa（Véra Belmont导演，1985年）
- 《我生命中的女人》（La Femme de ma vie） 饰演Éloïse（Régis Wargnier导演，1986年）
- 《Où que tu sois》 饰演Anne（Alain Bergala导演，1987年）
- 《卡萨诺瓦归来》（Le Retour de Casanova） 饰演Marcolina（Édouard Niermans导演，1991年）
- 《Le Portail, court-métrage》（Liam Engle导演，2009年）
- 《Une vie déportée》（Marie-Hélène Roux导演，2012年）
- 《可怜的理查德》（Pauvre Richard，Malik Chibane导演，2013年）

### 电视剧
- 《La Mort est rousse》 饰演Charlotte（Christian Faure导演，2002年）
- 《Trois jours en juin》 饰演Sylvie（Philippe Venault导演，2005年）
- 《Où es-tu ?》 饰演Suzanne（Miguel Courtois导演，2008年）
- 《Aveugle mais pas trop》 饰演Emma（Charlotte Brandström导演，2009年）
- 《La Maison des Rocheville》 饰演Sylvana（Jacques Otmezguine导演，2010年）
- 《Les Nuits d'Alice》 饰演Alice（Williams Crepin导演，2011年）
- 《Section de recherches》第6季第5集（客串）

## 脚注·参考资料
1. ↑  主演为罗密·施奈德、Lino Ventura、Michel Serrault
2. ↑  与Glenn Medeiros对唱
3. ↑  与Laurent Voulzy对唱
4. ↑  与Alain Delon、Fabrice Luchini共同出演
5. ↑  和Cristiana Reali、Philippe Bas共同出演
6. ↑  purepeople.com. . purepeople.com. 2011  [28 July 2011]. （原始内容存档于2021-04-18）.
7. ↑  于2005年9月在巴黎的L'Européen录音